# Sokoliči
Sokoliči – wieś w Słowenii, w gminie miejskiej Koper. 1 stycznia 2018 liczyła 3 mieszkańców.